# Diplopeltis minor
Diplopeltis minor är en rundmaskart som först beskrevs av Nathan Augustus Cobb 1891.  Diplopeltis minor ingår i släktet Diplopeltis och familjen Axonolaimidae. Inga underarter finns listade i Catalogue of Life.